# Franz Anton Mayer
Franz Anton Mayer (* 31. Juli 1773 in Beilngries; † 4. Mai 1854 in München) war ein deutscher Pfarrer, Heimatforscher und Archäologe.

## Leben
Franz Anton Mayer wurde bei seiner Ausbildung im Priesterseminar Eichstätt von dem Jesuiten Ignaz Pickel gefördert und in die seinerzeit noch wenig verbreitete Wissenschaft der Archäologie eingeführt. Bei Studienaufenthalten in Rom nahm er an Ausgrabungen im Vatikan teil. 1796 erfolgte die Rückkehr nach Eichstätt, wo er zum Professor für Theologie aufstieg. Nach der Säkularisation und der damit verbundenen Zerschlagung kirchlicher Einrichtungen nahm Mayer eine Stelle als Dorfpfarrer in der kleinen Gemeinde Gelbelsee an und begann wissenschaftlich zu publizieren. Ab 1808 war er korrespondierendes Mitglied der Königlich-Bayerischen Akademie der Wissenschaften in München. 1829 ging er als Stadtpfarrer zurück nach Eichstätt (St. Walburg), 1840 wurde er vorübergehend auch Bezirksschuldirektor. Doch bereits 1841 zog er nach München, wo er bis zu seinem Tode zurückgezogen lebte.
Mayer war Pionier in der Erforschung des Limes und lieferte wichtige Anstöße zur archäologischen Forschung über keltische, germanische und römische Kultur in Bayern.

## Grabstätte

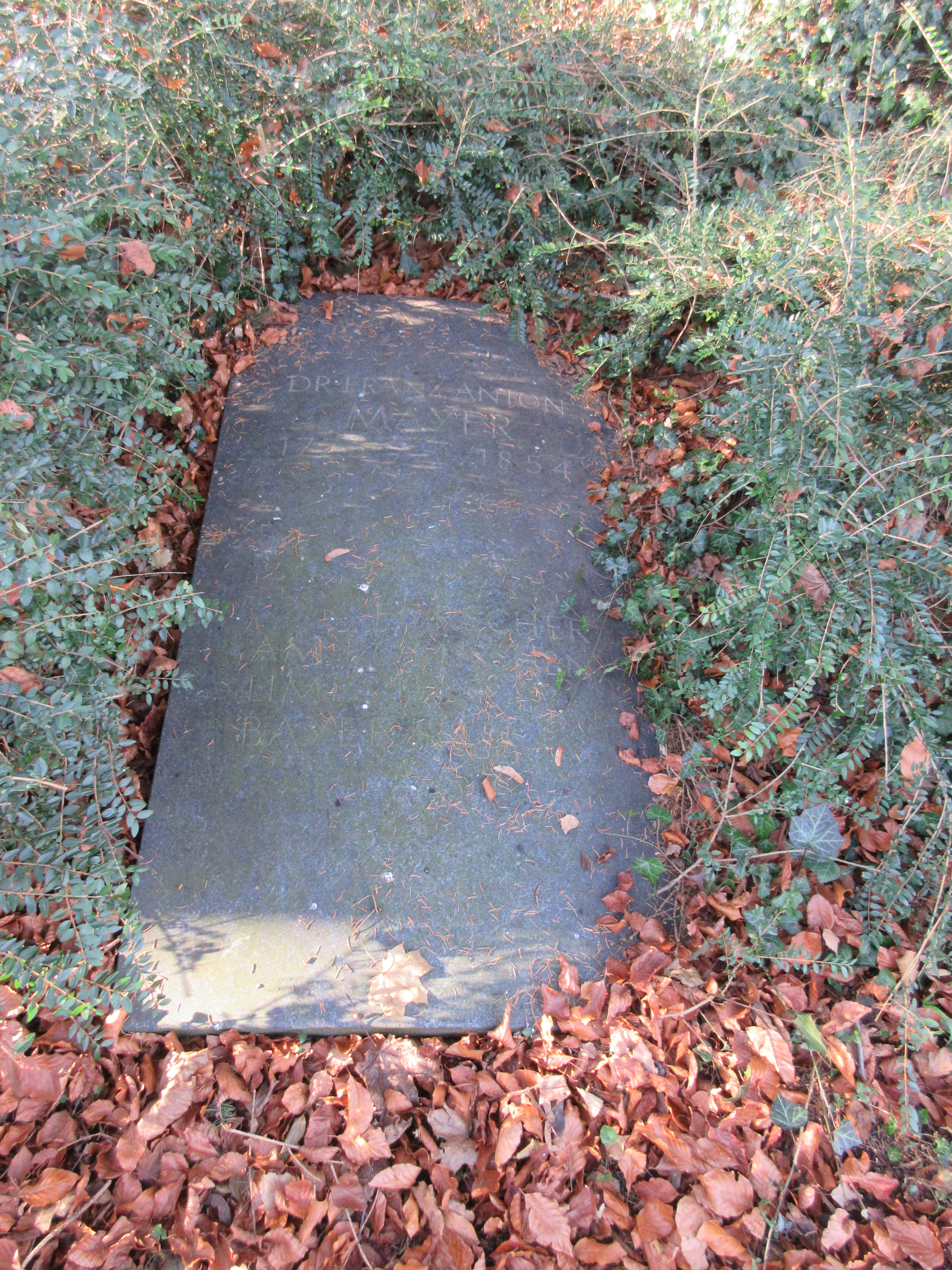
Grab von Franz Mayer auf dem Alten Südlichen Friedhof in München

Die Grabstätte von Franz Mayer befindet sich auf dem Alten Südlichen Friedhof in München (Gräberfeld 15 – Reihe 2 – Platz 16) Standort.

## Schriften
- Genaue Beschreibung der unter dem Namen der Teufelsmauer bekannten Römischen Landmarkung. München 1824.
- Abhandlung über einige Fundorte alter römischer Münzen im Königreiche Baiern. Eichstädt 1824.
- Abhandlung über einige altteutsche Grabhügel im Fürstenthume Eichstätt. Eichstätt 1825.
- Ein paar Worte über ein paar Druidenbäume im Königreiche Baiern. Eichstätt 1826.
- Abhandlung über die von dem Liptinensischen Konzilium aufgezählten abergläubischen und heidnischen Gebräuche der alten Deutschen. Ingolstadt 1829.
- Abhandlung über den Grabhügel eines altteutschen Druiden im Fürstenthume Eichstätt. Eichstätt 1831.
- Abhandlung über einen im Fürstenthume Eichstädt entdeckten altdeutschen Familiengrabhügel. Bamberg 1835.
- Abhandlung über einen im Fürstenthum Eichstädt entdeckten Grabhügel einer altdeutschen Druidin. München 1836.
- Abhandlung über verschiedene im Königreiche Bayern aufgefundene römische Alterthümer. München 1840.
- Einleitung in die alte römische Numismatik. Zürich 1842.